# Кільцевий струм
Кільцевий струм — електричний струм, утворений рухом заряджених частинок в магнітосфері планети. Він спричинений широтним дрейфом енергетичних частинок (10-200 кеВ).

## Земля

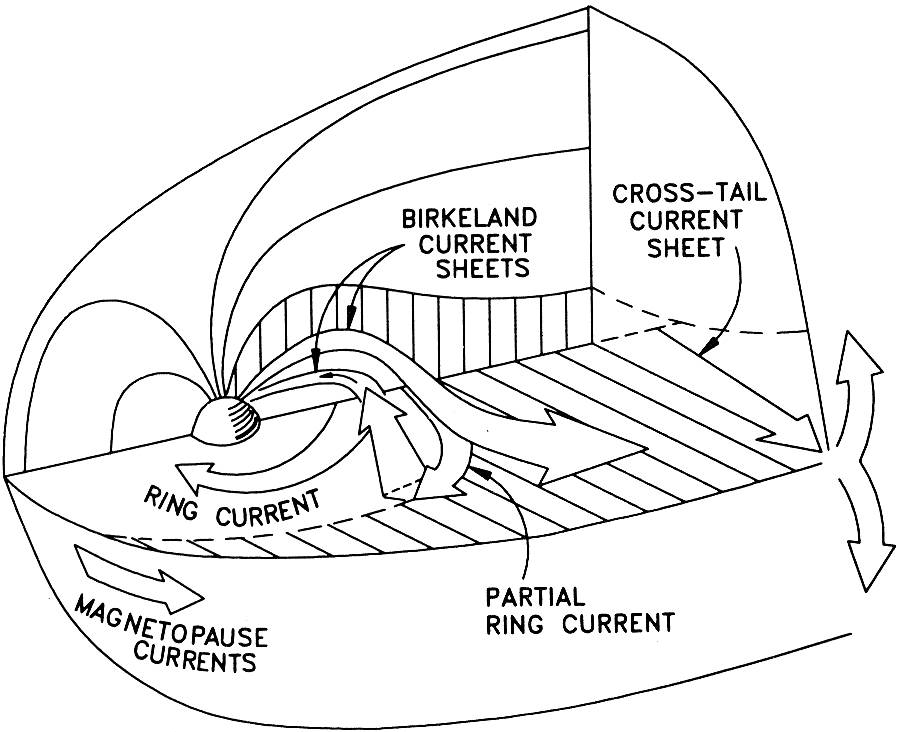
Схематичне зображення різних систем струмів, які формують магнітосферу Землі.

Кільцевий струм Землі відповідає за екранування нижніх широт Землі від магнітосферних електричних полів. Таким чином, він має великий вплив на електродинаміку геомагнітних бур. Система кільцевих течій складається зі смуги, розташованої на відстані від 3 до 8 RE, яка лежить в екваторіальній площині. Позитивно заряджені частинки в ній рухаються за годинниковою стрілкою навколо Землі, якщо дивитися з півночі. Це створює магнітне поле, протилежне магнітному полю Землі, тому земний спостерігач спостерігає зменшення магнітного поля:135. Зміну магнітного поля Землі, спричинену кільцевим струмом, виражають індексом Dst.
Енергія кільцевого струму переноситься переважно іонами, більшість з яких є протонами. У менших кількостях також присутні іони важчих елементів, зокрема, альфа-частинки (іони гелію-4) та іони кисню O+.
Під час геомагнітної бурі кількість частинок у кільцевому струмі збільшується. В результаті цього спостерігається зменшення магнітного поля Землі.